# Somogyi Erzsi
Somogyi Erzsi, becenevén Bogyó (Kolozsvár, 1904. szeptember 10. – Budapest, Erzsébetváros, 1973. július 10.) kétszeres Kossuth-díjas magyar színésznő, érdemes és kiváló művész. 

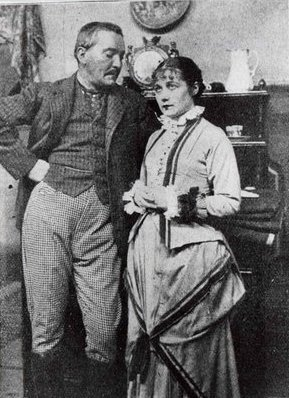
Móricz Zsigmond: Nem élhetek muzsikaszó nélkül. Nemzeti Színház. Bemutató: 1928-12-08. Rendező: Hevesi Sándor. Szereplők: Petheő Attila, Somogyi Erzsi.

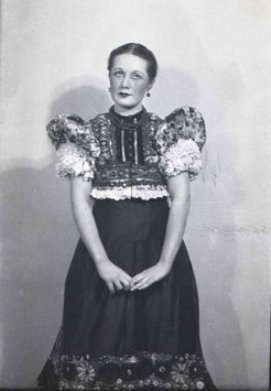
Garamszeghy Sándor: Matyólakodalom. Kati: Somogyi Erzsi

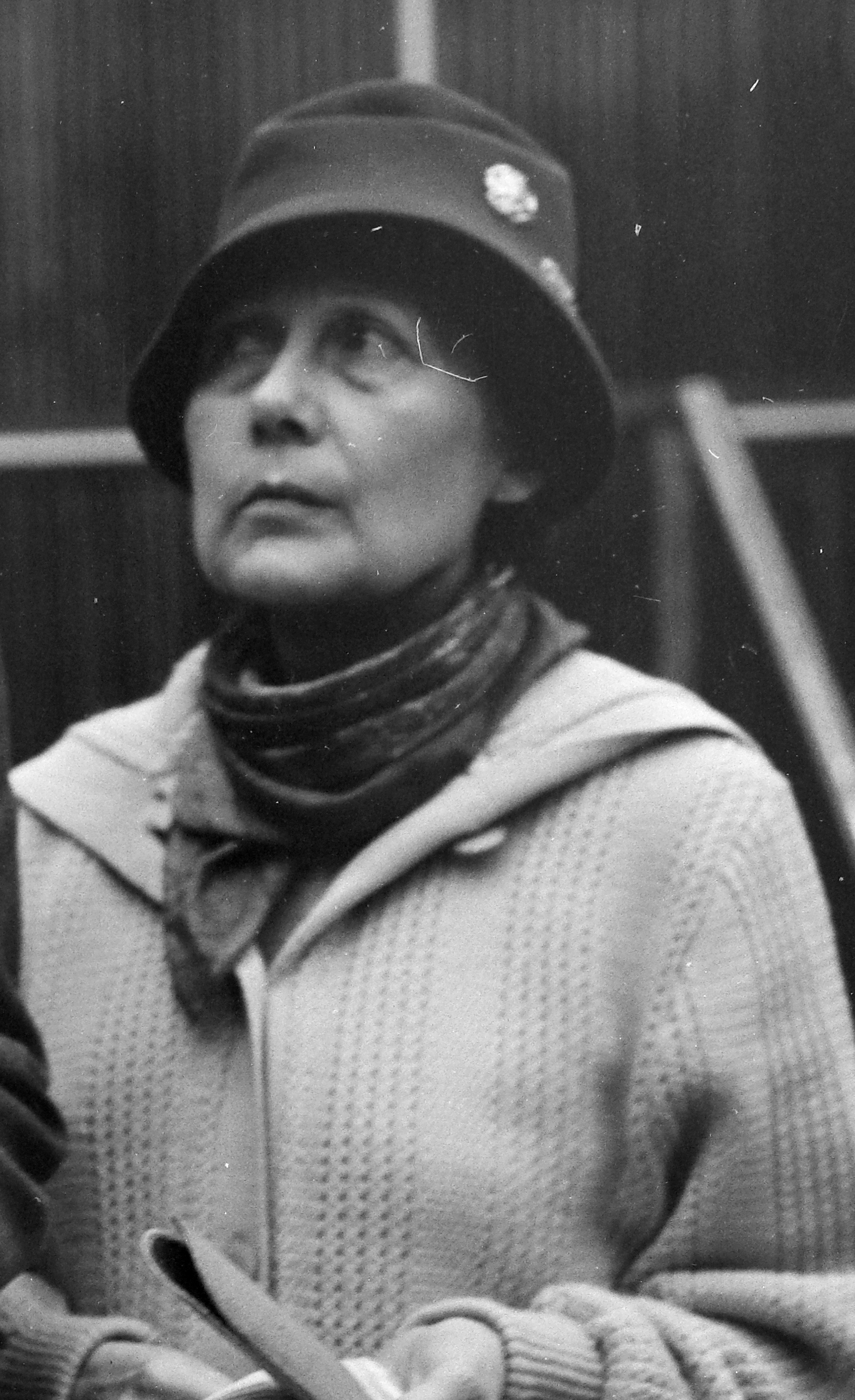
1962, a Magyar Rádió 20-as stúdiója, Bertolt Brecht Lucullus c. hangjátékának felvétele

## Élete
Somogyi János és Csernye Júlia leánya. Kezdetben orvosnak készült, majd rövid időt töltött a Színiakadémián. A Renaissance Színházban tűnt fel 1924-ben, 1924-től 1927-ig, 1928-tól 1951-ig, ill. 1954–1973 között a Nemzeti Színház művésznője volt. 1927–28-ban a Vígszínházban szerepelt, 1945 előtt magánszínházakban is fellépett. 1924-ben és 1929-ben az Andrássy úti, 1927-ben, 1929-ben és 1934-ben a Fővárosi Operett, 1928-ban az Új, 1932-ben a Kamara, 1940-ben a Városi, 1946–1948 között a Magyar Színháznál játszott. 1950–51-ben a Vidám Színpad, 1952–53-ban A Magyar Néphadsereg Színháza foglalkoztatta. 1956-ban a Blaha Lujza és a József Attila Színházban, 1969–70-ben az Irodalmi Színpadon, 1970–71-ben a Pesti Színházban is szerepelt.
Férje volt 1925 és 1929 között Bálint Imre újságíró, válásuk után Szedő Imre részvénytársasági elnök, akivel 1929. június 28-án Budapesten, a Terézvárosban kötött házasságot, s 1931-ben elváltak. 1941. május 4-i hír szerint férjhez ment Örley Istvánhoz, a rádió ekkori lektorához, majd Pásztor Jánossal kötött házasságot. Utolsó férje Gádor Béla (1906–1961) humorista, a Ludas Matyi felelős szerkesztője, majd főszerkesztője. Nővére Somogyi Emma színésznő (sz. 1896. május 22.)

## Főbb szerepei
- Marika (Móricz Zsigmond: Búzakalász)
- Marianne (Molière: Tartuffe)
- Puck (Shakespeare: Szentivánéji álom)
- Rozika (Móricz Zsigmond: Úri muri)
- Hedvig (Ibsen: A vadkacsa)
- Ilma (Vörösmarty Mihály: Csongor és Tünde)
- Kaoyi hercegnő (Kállay Miklós: A roninok kincse)
- Szidónia (Csiky Gergely: Buborékok)
- Anya (García Lorca: Vérnász)
- Linda (Miller: Az ügynök halála)
- Mary Tyrone (O’Neill: Hosszú út az éjszakába)
- Volumnia (Shakespeare–Brecht: Coriolanus)

## Filmjei

### Játékfilmek
- Az ördög mátkája (1926)
- Csókolj meg, édes! (1932)
- Nem élhetek muzsikaszó nélkül (1935)
- A falu rossza (1937)
- Rozmaring (1938)
- Szabóné (1949)
- A harag napja (1953)
- Életjel (1954)
- Különös ismertetőjel (1955)
- Budapesti tavasz (1955)
- Dollárpapa (1956)
- A császár parancsára (1957)
- Égi madár (1957)
- Akiket a pacsirta elkísér (1959)
- Szerelem csütörtök (1959)
- Fapados szerelem (1960)
- Megöltek egy lányt (1961)
- A férfi egészen más (1966)
- Baleset (1967)

### Tévéfilmek
- Énekes madár (1966) – Köményné
- Cseppben a tenger (1968) – Dormánné
- Az ember tragédiája (tévéfilm) (1969)
- Rózsa Sándor (1971) – Perzsi néni

Portré
- Játék a Nemzetért (2002)[8][9]

## Kitüntetései
- Farkas–Ratkó-díj (1925)
- Kossuth-díj (1953, 1959)
- Érdemes művész (1955)
- Kiváló művész (1962)